# Henning Hars
Henning Hars (* 11. November 1955 in Pinneberg) ist ein Brigadegeneral a. D. des Heeres der Bundeswehr.

## Militärische Laufbahn

### Ausbildung und erste Verwendungen
Nach dem Abitur im Jahre 1974 trat Hars als in den Dienst der Bundeswehr und diente als Unteroffizier und Reserveoffizieranwärter (SaZ2) im Panzergrenadierbataillon 72. Nachdem er seine Zeit 1976 abgedient hatte, trat er im 1977/1978 als Offizieranwärter wieder in den Dienst ein und absolvierte die Offizierausbildung in Hamburg und Münster. Von 1978 bis 1982 studierte Hars Pädagogik an der Universität der Bundeswehr Hamburg. Dieses Studium schloss er als Diplom-Pädagoge ab und promovierte 1993 schließlich an der Universität der Bundeswehr Hamburg mit einer Arbeit zur politischen Bildung in der Bundeswehr.
In den Jahren 1982 bis 1989 diente Hars als Zugführer und Kompaniechef im Jägerbataillon 67 in Nordoe und im Panzergrenadierbataillon 73 in Altenwalde. In diesen Verwendungen erhielt er die Beförderung zum Hauptmann. Im Anschluss daran wurde er nach Hamburg an die Führungsakademie der Bundeswehr versetzt, wo er von 1989 bis 1991 den Generalstabslehrgang (LGAN) absolvierte. Bei Abschluss des Lehrganges erhielt er den „General-Heusinger-Preis“, der jährlich an einen Teilnehmer des nationalen Generalstabslehrgangs für hervorragende Leistungen verliehen wird. Hiernach erhielt er die Beförderung zum Major.

### Dienst als Stabsoffizier
Hars blieb an der Führungsakademie und diente dort von 1991 bis 1993 als Planungsstabsoffizier und Dozent für Sozialwissenschaft. Zwischen 1993 und 1994 absolvierte er die US-Generalstabsausbildung am Command and General Staff College in Fort Leavenworth, Kansas.
Zurück in Deutschland wurde er von 1994 bis 1995 als Operations-Stabsoffizier (G3) im Wehrbereichskommando I/6. Panzergrenadierdivision unter dem Kommando von Generalmajor Jürgen von Falkenhayn eingesetzt. 1995 übernahm er unter Beförderung zum Oberstleutnant bis 1997 das Kommando über das Panzergrenadierbataillon 182 in Bad Segeberg. Nach dieser Truppenverwendung wurde er 1997 abermals an die Führungsakademie nach Hamburg versetzt, wo als Dozent für Truppenführung im Generalstabslehrgang unterrichtete.
Von 1999 bis zum Jahr 2000 war Hars schließlich Referent im Sekretariat der Weizsäcker-Kommission in Bonn und Berlin, die unter der Leitung des ehemaligen Bundespräsidenten Richard von Weizsäcker Vorschläge zu einer Strukturreform der Bundeswehr erarbeiten sollte.
Nach dieser Ministerialverwendung schloss sich von 2000 bis 2001 ein Auslandseinsatz im Kosovo an, wo er im Hauptquartier der KFOR in Priština eingesetzt war. Nur kurz zurück in Deutschland, wurde Hars von 2001 bis 2004 nach Brüssel versetzt, wo er im Stab des Deutschen Militärischen Vertreters (DMV) beim NATO-Militärausschuss als Dezernatsleiter G3 unter Generalleutnant Klaus Olshausen diente.
Von 2004 bis 2006 war Oberst Hars in Berlin im Bundeskanzleramt unter Bundeskanzler Gerhard Schröder (SPD) und Angela Merkel (CDU) als Gruppenleiter 22 für Militärpolitik und militärische Angelegenheiten zuständig. Diesen Posten gab er 2006 an Oberst Gerd Bischof ab und war hiernach Visiting Research Fellow am Institute for National Strategic Studies (INSS) an der National Defense University (NDU) in Washington, D.C.

### Dienst im Generalsrang
Es folgte von Oktober 2006 bis Oktober 2009 die Verwendung als Verteidigungsattaché an der Deutschen Botschaft in Washington. In dieser Verwendung wurde Hars zum Brigadegeneral ernannt. Im Oktober 2009 wurde er zur Vorbereitung auf seine neue Verwendung zum Wehrbereichskommando I – Küste von der Streitkräftebasis nach Kiel versetzt und bereitete sich auf einen viermonatigen Einsatz im Kosovo vor. Anschließend sollte er als Direktor für den Bereich Lehre an der Führungsakademie dienen.
Im März 2010 wurde Hars jedoch von Bundesverteidigungsminister Karl-Theodor zu Guttenberg nach § 50 des Soldatengesetzes ohne Angabe von Gründen in den einstweiligen Ruhestand versetzt. Nach Presseberichten soll der Grund für die frühzeitige Pensionierung ein kritischer Brief an Verteidigungsminister Guttenberg im Zusammenhang mit dem Luftangriff bei Kundus gewesen sein. In dem Brief fragte er nach Angaben von Guttenberg, weshalb er den vormaligen Generalinspekteur der Bundeswehr Wolfgang Schneiderhan entlassen habe.

## Werke
- Zwischen Friedenserziehung und Kriegsausbildung (Dissertation, 1993), ISBN 3-86108-217-9
- NATO zwischen 11. September und Prager Gipfel (2002), ISBN 3-86108-024-9